# Thomas Cup
Thomas Cup hade premiär 1948-1949, och är en badmintonturnering för herrlandslag. Initiativet togs 1939 av George Alan Thomas. Sedan 1984 spelas turneringen samtidigt och på samma plats som damvarianten Uber Cup.

## Resultat

### 1949 – 1982
| År            | Spelplats                        |            | Final   | Final      | Final |
| År            | Spelplats                        | Etta       | Rsultat | Tvåa       |       |
| ------------- | -------------------------------- | ---------- | ------- | ---------- | ----- |
| 1949 Detaljer | Preston, England, Storbritannien | Malaja     | 8–1     | Danmark    |       |
| 1952 Detaljer | Singapore                        | Malaja     | 7–2     | USA        |       |
| 1955 Detaljer | Singapore                        | Malaja     | 8–1     | Danmark    |       |
| 1958 Detaljer | Singapore                        | Indonesien | 6–3     | Malaja     |       |
| 1961 Detaljer | Jakarta, Indonesien              | Indonesien | 6–3     | Thailand   |       |
| 1964 Detaljer | Tokyo, Japan                     | Indonesien | 5–4     | Danmark    |       |
| 1967 Detaljer | Jakarta, Indonesien              | Malaysia   | 6–3     | Indonesien |       |
| 1970 Detaljer | Kuala Lumpur, Malaysia           | Indonesien | 7–2     | Malaysia   |       |
| 1973 Detaljer | Jakarta, Indonesien              | Indonesien | 8–1     | Danmark    |       |
| 1976 Detaljer | Bangkok, Thailand                | Indonesien | 9–0     | Malaysia   |       |
| 1979 Detaljer | Jakarta, Indonesien              | Indonesien | 9–0     | Danmark    |       |
| 1982 Detaljer | London, England, Storbritannien  | Kina       | 5–4     | Indonesien |       |

### 1984 – 1988
| 1984 Detaljer | Kuala Lumpur, Malaysia | Indonesien | 3–2 | Kina       | England    | 3–2 | Sydkorea |
| 1986 Detaljer | Jakarta, Indonesien    | Kina       | 3–2 | Indonesien | Malaysia   | 3–2 | Danmark  |
| 1988 Detaljer | Kuala Lumpur, Malaysia | Kina       | 4–1 | Malaysia   | Indonesien | 5–0 | Danmark  |

### 1990-
| 1990 Detaljer | Tokyo, Japan           | Kina       | 4–1 | Malaysia   | Danmark    | Indonesien |
| 1992 Detaljer | Kuala Lumpur, Malaysia | Malaysia   | 3–2 | Indonesien | Kina       | Sydkorea   |
| 1994 Detaljer | Jakarta, Indonesien    | Indonesien | 3–0 | Malaysia   | Sydkorea   | Kina       |
| 1996 Detaljer | Hongkong               | Indonesien | 5–0 | Danmark    | Kina       | Sydkorea   |
| 1998 Detaljer | Hongkong               | Indonesien | 3–2 | Malaysia   | Danmark    | Kina       |
| 2000 Detaljer | Kuala Lumpur, Malaysia | Indonesien | 3–0 | Kina       | Sydkorea   | Danmark    |
| 2002 Detaljer | Guangzhou, Kina        | Indonesien | 3–2 | Malaysia   | Danmark    | Kina       |
| 2004 Detaljer | Jakarta, Indonesien    | Kina       | 3–1 | Danmark    | Sydkorea   | Indonesien |
| 2006 Detaljer | Sendai/Tokyo, Japan    | Kina       | 3–0 | Danmark    | Indonesien | Malaysia   |
| 2008 Detaljer | Jakarta, Indonesien    | Kina       | 3–1 | Sydkorea   | Malaysia   | Indonesien |
| 2010 Detaljer | Kuala Lumpur, Malaysia | Kina       | 3–0 | Indonesien | Malaysia   | Japan      |
| 2016 Detaljer | Kunshan, Kina          | Danmark    | 3–2 | Indonesien | Sydkorea   | Malaysia   |
| 2018 Detaljer | Bangkok, Thailand      | Kina       | 3-1 | Japan      | Indonesien | Danmark    |